# Сарти

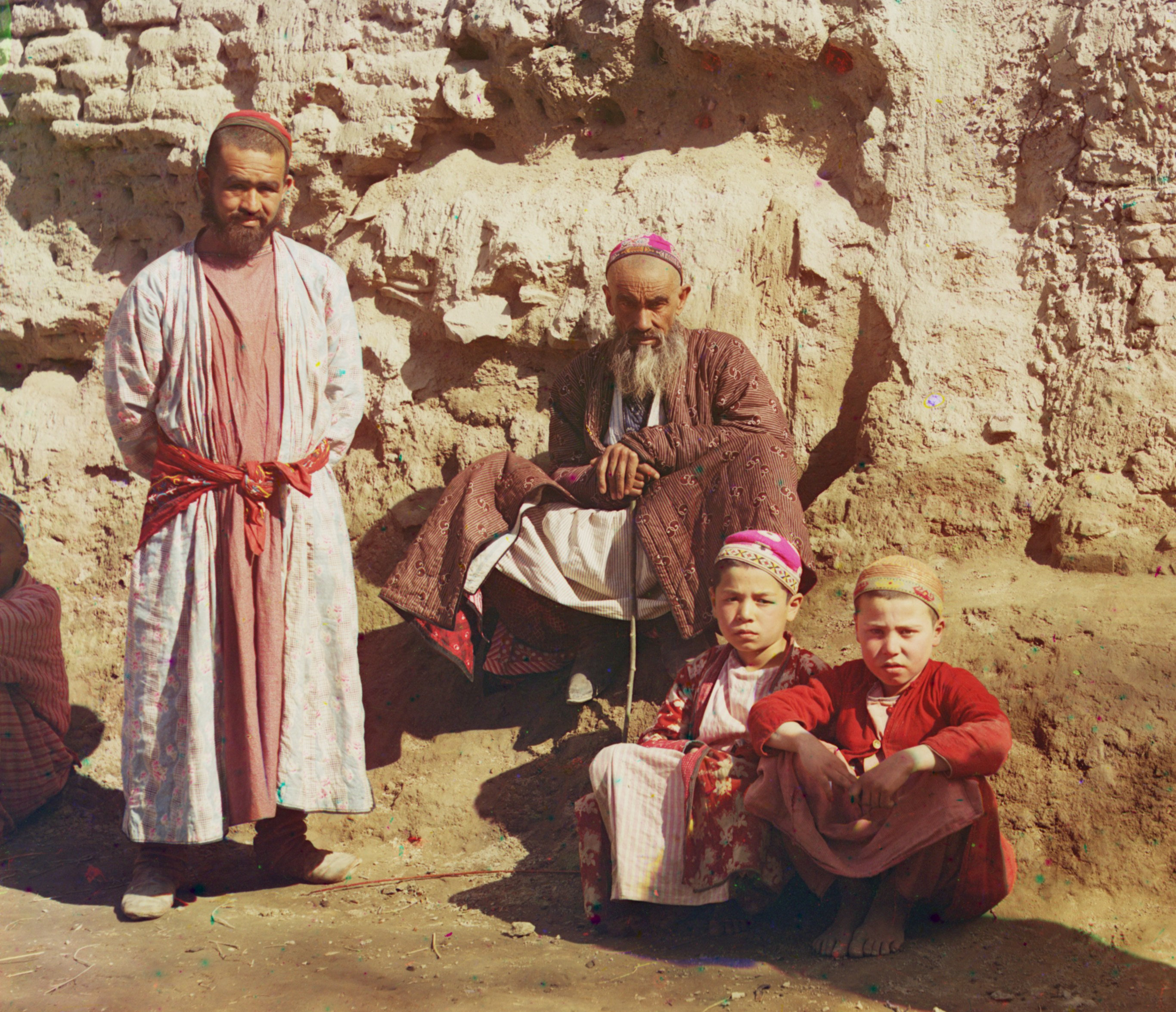
Сарти. Чоловік та хлопчики. Туркестан. Середня Азія. Початок XX ст.

Сарти — загальна назва частини населення Середньої Азії в XV-XIX століттях. Згідно з Великою радянською енциклопедією до Жовтневого перевороту року назву «сарт» щодо осілих узбеків і, частково, рівнинних таджиків вживали, переважно, напівкочова частина узбеків та казахи. В Ташкентській, Ферганській та Хорезмській оазах та Південному Казахстані вона була самоназвою осілого населення.
Сарти являють собою змішаний тип, який походить від злиття стародавнього іранського населення Туркестану з пізнішими завойовниками й переселенцями тюрсько-монгольського походження. Сарти фізично зберегли іранський тип та зовнішньо дуже схожі на таджиків, проте на відміну від останніх, які зберегли свою перську мову, сарти розмовляють на специфічному тюркському говорі, відомому під назвою сарт-тілі. Його можна вважати продовженням чи різновидом чагатайської мови.
Згідно з першим загальним переписом населення Російської імперії 1897 року нараховувалося 968 655 сартів. Для порівняння: сумарна кількість сартів перевищувала кількість узбеків (726 534 особи) та серед інших народів імперії, що розмовляли тюркськими мовами була четвертою за числом поступаючись лише киргиз-кайсакам (4 084 139 осіб), татарам (3 737 627 осіб) та башкирам (1 321 363 особи).]

## Історія
1. X-XII століття: Сарти активно інтегрувалися в міське життя Середньої Азії, особливо в таких центрах, як Самарканд і Бухара. Вони брали участь у розвитку ремесел, торгівлі та культурного обміну на Шовковому шляху.
2. XIV-XV століття: У період Тимуридів сарти закріплюються як осіле населення з високим рівнем ремісничої майстерності та культурного розвитку. Їхні міста стають центрами науки, мистецтва і літератури.
3. XVI-XVII століття: Під час правління династій Шейбанідів і Аштарханідів сарти зберігають свою роль у міській економіці, стаючи важливою частиною торговельної мережі регіону.
4. XIX століття: З початком російської колонізації Середньої Азії термін "сарти" починає використовуватися офіційною владою для позначення осілого тюркомовного населення, особливо в межах Туркестанського генерал-губернаторства. Водночас відбуваються процеси соціально-економічної трансформації, що змінюють традиційний спосіб життя сартового населення.
5. 1920-ті роки: У результаті радянської політики коренізації сарти як етнічна категорія поступово зникають з офіційної статистики. Їх починають асимілювати до узбеків та інших народів Центральної Азії, що значною мірою стирає унікальну ідентичність сартового населення.

### Сучасність
Сьогодні сарти як окрема етнічна група більше не визнаються офіційно, але їхня історична спадщина відображена в культурі, архітектурі та традиціях багатьох народів Центральної Азії.